# Sonnet 35
No more be grieved at that which thou hast done:

Roses have thorns, and silver fountains mud:

Clouds and eclipses stain both moon and sun,

And loathsome canker lives in sweetest bud.

All men make faults, and even I in this,

Authorizing thy trespass with compare,

Myself corrupting, salving thy amiss,

Excusing thy sins more than thy sins are;

For to thy sensual fault I bring in sense,

Thy adverse party is thy advocate,

And 'gainst myself a lawful plea commence:

Such civil war is in my love and hate,

That I an accessory needs must be,

To that sweet thief which sourly robs from me.
— William Shakespeare
Traduction de François-Victor Hugo
Précédent Suivant
Le Sonnet 35 est l'un des 154 sonnets écrits par le dramaturge et poète William Shakespeare.

## Texte original
Texte et typographie originale :
 NO more bee greeu'd at that which thou haſt  done,

Roſes haue thornes,and ſiluer fountaines mud,

Cloudes and eclipſes ſtaine both Moone and Sunne,

And loathſome canker liues in ſweeteſt bud.

All men make faults,and euen I in this,

Authorizing thy treſpas with compare,

My ſelfe corrupting ſaluing thy amiſſe,

Excuſing their ſins more then their ſins are:

For to thy ſenſuall fault I bring in ſence,

Thy aduerſe party is thy Aduocate,

And gainſt my ſelfe a lawfull plea commence,

Such ciuill war is in my loue and hate,

  That I an acceſſary needs muſt be,

  To that ſweet theefe which ſourely robs from me, 

## Traduction
N’aie plus de chagrin de ce que tu as fait : les roses ont l’épine, et les sources d’argent, la boue ; les nuages et les éclipses cachent le soleil et la lune ; et le chancre répugnant vit dans le plus suave bourgeon.
Tout homme fait des fautes, et j’en fais une moi-même en autorisant tes torts de mes comparaisons, me corrompant moi-même pour panser tes coups et trouvant à tes méfaits une excuse qui les dépasse.
Car je donne une explication à ta faute sensuelle, ton adversaire se fait ton avocat, et je commence contre moi-même une plaidoirie en forme. La guerre civile est entre mon affection et ma rancune.
Si bien que je ne puis m’empêcher d’être l’auxiliaire de ce doux fripon qui me vole amèrement.